# Élections municipales de 1983 à Marseille
Pour un article plus général, voir Élections municipales françaises de 1983.
Les élections municipales de 1983 à Marseille sont les élections municipales qui ont eu lieu à Marseille les 6 et 13 mars 1983.
Gaston Defferre, maire socialiste depuis 1953, est réélu pour un sixième et dernier mandat, tout en ayant sur la ville près de 10 000 voix de moins que la droite : il meurt trois ans plus tard, en 1986.

## Mode de scrutin
La loi PLM a changé le mode de scrutin par rapport aux dernières élections : les élections se déroulent désormais par secteur, regroupant chacun un à trois arrondissements.
Chaque secteur élit ses conseillers (303 au total), dont un tiers siègent au conseil municipal (101), selon la même procédure que dans les communes de plus de 3 500 habitants. Les premiers élus de chaque liste siègent également au conseil municipal, les suivants seulement au conseil de secteur. Lors de sa première séance, chaque conseil de secteur élit son maire de secteur.
| Secteur                | I  | II | III | IV | V  | VI | Total |
| ---------------------- | -- | -- | --- | -- | -- | -- | ----- |
| Conseillers de secteur | 58 | 26 | 50  | 28 | 16 | 24 | 202   |
| Conseillers municipaux | 29 | 13 | 25  | 14 | 8  | 12 | 101   |
| Nombre total d'élus    | 87 | 39 | 75  | 42 | 24 | 36 | 303   |

Dans chaque secteur, la liste arrivée en tête obtient la moitié des sièges. Le reste est réparti à la proportionnelle entre toutes les listes ayant obtenu au moins 5 % des voix. Un deuxième tour est organisé si aucune liste n'atteint les 50 % au premier tour, seules les listes ayant obtenu aux moins 10 % peuvent s'y présenter.

## Candidats

### Gaston Defferre
| Secteur           | Tête de liste          | Parti | Parti | Commentaire |
| ----------------- | ---------------------- | ----- | ----- | ----------- |
| Ier (1/4/13/14)   | Marius Masse           |       | PS    |             |
| IIe (2/3/7)       | Gaston Defferre        |       | PS    |             |
| IIIe (5/10/11/12) | Michel Pezet           |       | PS    |             |
| IVe (6/8)         | Jean-Victor Cordonnier |       | PS    |             |
| Ve (9)            | Yvette Fuillet         |       | PS    |             |
| VIe (15/16)       | Guy Hermier            |       | PCF   |             |

### Jean-Claude Gaudin
| Secteur           | Tête de liste      | Parti | Parti | Commentaire |
| ----------------- | ------------------ | ----- | ----- | ----------- |
| Ier (1/4/13/14)   | Hyacinthe Santoni  |       | RPR   |             |
| IIe (2/3/7)       | Jacqueline Grand   |       | RPR   |             |
| IIIe (5/10/11/12) | Jean Chélini       |       | UDF   |             |
| IVe (6/8)         | Jean-Claude Gaudin |       | UDF   |             |
| Ve (9)            | Guy Teissier       |       | UDF   |             |
| VIe (15/16)       | Charles Prunet     |       | RPR   |             |

## Résultats
Gaston Defferre, maire socialiste depuis 1953, est réélu pour un sixième et dernier mandat, tout en ayant sur la ville près de 10 000 voix de moins que la droite : il meurt trois ans plus tard, en 1986.